# Puerta de Estepa
La puerta de Estepa es una construcción situada en Antequera (Andalucía, España) y realizada en 1749 por el alarife Martín de Bogas. La puerta fue derribada en 1931 para facilitar el tráfico rodado y fue reconstruida, siguiendo el patrón original en 1998.

## Historia
La puerta de Estepa se construyó en 1749 en el camino de Sevilla, con caliza roja del Torcal para los tres grandes pilares. Luego se le añadieron grupos escultóricos como la estatua original de Andrés de Carvajal, sustituida luego por una imagen en terracota de la Virgen del Rosario, obra del escultor antequerano Eloy García. En la parte trasera del arco se conserva un panel de azulejo representando a Santa Eufemia de Orense. El arco central, de mayor tamaño era para los carruajes y los laterales para los viandantes. La puerta fue derribada en 1931 para facilitar el tráfico rodado de la ciudad, pero se decidió su reconstrucción en 1998 con motivo de la conmemoración del 250º aniversario de la concesión de la Real Feria de Agosto por el monarca Fernando VI de España.
- Datos: Q6091778
- Multimedia: Puerta de Estepa / Q6091778